# 113 Amalthea
För andra betydelser, se Amalthea.
113 Amalthea eller 1931 TN3 är en asteroid upptäckt 12 mars 1871 av den tyske astronomen R. Luther i Düsseldorf. Asteroiden har fått sitt namn efter Amalthea inom grekisk mytologi.
Den tillhör asteroidgruppen Flora.
Asteroiden är till sin sammansättning mycket lik 9 Metis vilket man tror beror på att båda objekten tidigare varit en del av ett större objekt, på mellan 300 och 600 km i diameter, som brutits sönder. Det mesta av det ursprungliga objektet är försvunnet.
Amalthea är även namnet på en av Jupiters månar.

## Naturlig satellit
Den 14 mars 2017 upptäcktes en naturlig satellit genom att man observerade en ockultation i Arizona och Texas, USA. Satelliten har fått beteckningen S/2017 (113) 1. Månen är åtminstone 6 kilometer stor.